# Anaplecta japonica
Anaplecta japonica är en kackerlacksart som beskrevs av Asahina 1977. Anaplecta japonica ingår i släktet Anaplecta och familjen småkackerlackor. Inga underarter finns listade i Catalogue of Life.